# Franz Burgmeier
Franz Burgmeier (Triesen, 7 aprile 1982) è un dirigente sportivo ed ex calciatore liechtensteinese, di ruolo centrocampista.

## Biografia
È nato a Triesen, una piccola città del Principato del Liechtenstein. È il secondogenito di Heinz ed Elsbeth, nato due anni dopo Patrick, anch'egli calciatore professionista. Fin da quand'era giovane, Franz ha giocato a calcio e ha praticato sci. Ha giocato nelle giovanili del Liechtenstein in competizioni svizzere dagli undici ai sedici anni, vincendo un campionato ai tredici. Nonostante ciò, a sedici anni, un infortunio che si era procurato mentre sciava gli precluse la carriera calcistica e lo costrinse a fermare l'attività agonistica.

## Caratteristiche tecniche
È un centrocampista esterno sinistro, che può ricoprire anche il ruolo di terzino sinistro. È prevalentemente destro ed è in grado di fornire buoni cross dalla fascia. Può giocare anche come esterno destro e come trequartista.

## Carriera

### Club

#### Gli esordi e il periodo al Vaduz
Dopo aver trascorso sette anni nel vivaio nella società calcistica della sua città natale, il Triesen, inizia la carriera professionistica nella stagione 1999-2000, quando viene convocato nella prima squadra. La squadra milita nelle divisioni minori del campionato svizzero di calcio. Nella sua prima stagione da professionista sigla 11 marcature in 21 incontri di campionato. Nel 2000 viene acquistato dal Vaduz, la squadra più importante del Liechtenstein e quella meglio piazzata nelle serie del calcio svizzero. Nella stagione 2000-2001 il Vaduz vince la Prima Lega (terza serie svizzera) e viene promosso in seconda divisione. Vince anche la sua prima Coppa del Liechtenstein vincendo la finale per 9-0 sul Ruggell.
Il 31 luglio 2001 realizza la sua prima marcatura da professionista nel 4-1 sul Thun. Dopo essersi salvati dalla retrocessione, vincono nuovamente la Coppa del Liechtenstein battendo per 6-1 l'USV Eschen/Mauren. Nella stagione 2001-2002 Burgmeier colleziona 26 presenze e 5 reti.
Nella successiva stagione di Challenge League Burgmeier gioca 31 incontri mettendo a segno 8 gol. Il Vaduz rimane in seconda divisione anche nelle due seguenti stagioni, nelle quali il centrocampista liechtensteinese totalizza 58 presenze e 14 reti. Nel suo periodo con la società di Vaduz, Burgmeier vince cinque Coppe del Liechtenstein.

### Nazionale
Dal 2001 al 2018 è stato inserito nella rosa della Nazionale di calcio del Liechtenstein, con cui ha giocato le qualificazioni al Mondiale del 2002 in Corea del Sud e Giappone, le qualificazioni all'Europeo del 2004 in Portogallo, le qualificazioni a Germania 2006, quelle per Austria e Svizzera 2008 e le qualificazioni per il mondiale del 2010 in Sudafrica.

## Statistiche

### Presenze e reti nei club
Statistiche aggiornate al 24 marzo 2012.
| Stagione        | Squadra         | Campionato      | Campionato | Campionato | Coppe nazionali | Coppe nazionali | Coppe nazionali | Coppe internazionali | Coppe internazionali | Coppe internazionali | Altre coppe | Altre coppe | Altre coppe | Totale | Totale |
| Stagione        | Squadra         | Comp            | Pres       | Reti       | Comp            | Pres            | Reti            | Comp                 | Pres                 | Reti                 | Comp        | Pres        | Reti        | Pres   | Reti   |
| --------------- | --------------- | --------------- | ---------- | ---------- | --------------- | --------------- | --------------- | -------------------- | -------------------- | -------------------- | ----------- | ----------- | ----------- | ------ | ------ |
| 1999-2000       | Triesen         |                 | 21         | 11         | -               | -               | -               | -                    | -                    | -                    | -           | -           | -           | 21     | 11     |
| 2000-2001       | Vaduz           | 1L              | 0          | 0          | CL              | ?               | ?               | -                    | -                    | -                    | -           | -           | -           | 0      | 0      |
| 2001-2002       | Vaduz           | ChL             | 26         | 5          | CL              | ?               | ?               | -                    | -                    | -                    | -           | -           | -           | 26     | 5      |
| 2002-2003       | Vaduz           | ChL             | 31         | 8          | CL              | ?               | ?               | -                    | -                    | -                    | -           | -           | -           | 31     | 8      |
| 2003-2004       | Vaduz           | ChL             | 31         | 5          | CL              | ?               | ?               | -                    | -                    | -                    | -           | -           | -           | 31     | 5      |
| 2004-2005       | Vaduz           | ChL             | 27         | 9          | CL              | ?               | ?               | -                    | -                    | -                    | -           | -           | -           | 27     | 9      |
| 2005-2006       | Aarau           | ASL             | 35         | 1          | CS              | 2+              | 2               | -                    | -                    | -                    | -           | -           | -           | 37+    | 3      |
| 2006-2007       | Basilea         | ASL             | 19         | 1          | CS              | 2+              | 2               | CU                   | 6                    | 0                    | -           | -           | -           | 27     | 3      |
| 2007-2008       | Basilea         | ASL             | 4          | 0          | CS              | 1               | 0               | CU                   | 2                    | 0                    | -           | -           | -           | 7      | 0      |
| Totale Basilea  | Totale Basilea  | Totale Basilea  | 23         | 1          |                 | 3+              | 2               |                      | 8                    | 0                    |             | -           | -           | 34     | 3      |
| gen.-giu. 2008  | Thun            | ASL             | 17         | 0          | CS              | 1               | 0               | -                    | -                    | -                    | -           | -           | -           | 18     | 0      |
| 2008-2009       | Darlington      | FL2             | 35         | 2          | FA Cup+FLC      | 0+3             | 0+0             | -                    | -                    | -                    | FLT         | ?           | ?           | 38     | 2      |
| 2009-2010       | Vaduz           | ChL             | 23         | 1          | CL              | ?               | ?               | UEL                  | 3                    | 1                    | -           | -           | -           | 26     | 2      |
| 2010-2011       | Vaduz           | ChL             | 24         | 5          | CL              | ?               | ?               | UEL                  | 2                    | 0                    | -           | -           | -           | 24     | 5      |
| 2011-2012       | Vaduz           | ChL             | 20         | 4          | CL              | ?               | ?               | UEL                  | 2                    | 0                    | -           | -           | -           | 22     | 4      |
| Totale Vaduz    | Totale Vaduz    | Totale Vaduz    | 182        | 37         |                 | ?               | ?               |                      | 7                    | 1                    |             | -           | -           | 189    | 38     |
| Totale carriera | Totale carriera | Totale carriera | 313        | 52         |                 | 9+              | 4               |                      | 15                   | 1                    |             | ?           | ?           | 337+   | 57     |

### Cronologia presenze e reti in nazionale
| Cronologia completa delle presenze e delle reti in nazionale ― Liechtenstein | Cronologia completa delle presenze e delle reti in nazionale ― Liechtenstein | Cronologia completa delle presenze e delle reti in nazionale ― Liechtenstein | Cronologia completa delle presenze e delle reti in nazionale ― Liechtenstein | Cronologia completa delle presenze e delle reti in nazionale ― Liechtenstein | Cronologia completa delle presenze e delle reti in nazionale ― Liechtenstein | Cronologia completa delle presenze e delle reti in nazionale ― Liechtenstein | Cronologia completa delle presenze e delle reti in nazionale ― Liechtenstein |
| Data                                                                         | Città                                                                        | In casa                                                                      | Risultato                                                                    | Ospiti                                                                       | Competizione                                                                 | Reti                                                                         | Note                                                                         |
| ---------------------------------------------------------------------------- | ---------------------------------------------------------------------------- | ---------------------------------------------------------------------------- | ---------------------------------------------------------------------------- | ---------------------------------------------------------------------------- | ---------------------------------------------------------------------------- | ---------------------------------------------------------------------------- | ---------------------------------------------------------------------------- |
| 05/09/2001                                                                   | Vaduz                                                                        | Liechtenstein                                                                | 0 – 2                                                                        | Spagna                                                                       | Qual. Mondiali 2002                                                          | -                                                                            |                                                                              |
| 07/10/2001                                                                   | Zenica                                                                       | Bosnia ed Erzegovina                                                         | 5 – 0                                                                        | Liechtenstein                                                                | Qual. Mondiali 2002                                                          | -                                                                            |                                                                              |
| 13/02/2002                                                                   | Peyia                                                                        | Liechtenstein                                                                | 0 – 1                                                                        | Fær Øer                                                                      | Amichevole                                                                   | -                                                                            |                                                                              |
| 27/03/2002                                                                   | Vaduz                                                                        | Liechtenstein                                                                | 0 – 0                                                                        | Irlanda del Nord                                                             | Amichevole                                                                   | -                                                                            |                                                                              |
| 17/04/2002                                                                   | Hesperange                                                                   | Lussemburgo                                                                  | 3 – 3                                                                        | Liechtenstein                                                                | Amichevole                                                                   | -                                                                            |                                                                              |
| 21/08/2002                                                                   | Tórshavn                                                                     | Fær Øer                                                                      | 3 – 1                                                                        | Liechtenstein                                                                | Amichevole                                                                   | -                                                                            |                                                                              |
| Totale                                                                       |                                                                              | Presenze                                                                     | 6                                                                            |                                                                              | Reti                                                                         | 0                                                                            |                                                                              |

## Palmarès

### Club
- Liechtensteiner-Cup: 14

Vaduz: 2001-2002, 2002-2003, 2003-2004, 2004-2005, 2009-2010, 2010-2011, 2012-2013, 2013-2014, 2014-2015 2015-2016, 2016-2017, 2017-2018, 2018-2019
- Coppa Svizzera: 1

Basilea: 2006-2007
- Challenge League: 1

Vaduz: 2013-2014

### Individuale
- Calciatore liechtensteinese dell'anno: 1

2005-2006